# Aristoclides d'Egina
Aristoclides d'Egina (grec antic: Ἀριστοκλείδας) fou un esportista grec nascut a l'illa d'Egina que va obtenir una victòria al pancraci als Jocs Nemeus. No és segur en quina Olimpíada, però es creu que probablement va ser abans de la batalla de Salamina. Píndar li va dedicar la tercera oda de les seves Nemees.